# 金华公主
金华公主（?—?），唐朝公主，是中国唐朝第十七代皇帝唐懿宗李漼的诸女之一。她的生母不详，史书仅仅记载了她的封号金华公主。因为唐朝末年和五代十国的混乱，史料失散，所以没有关于金华公主的相关记载。